# Конференција универзитета Србије
Конференција универзитета Србије (скраћено КОНУС) је организација која обједињује универзитете у Србији ради лакшег координисања рада, утврђивања заједничке политике, остваривања заједничких интереса и обављања послова утврђених законом.

## Историја
Конференција универзитета Србије основана је на конститутивноj седници одржаној 17. октобра 2005. године, на основу члана 18. Закона о високом образовању (Службени гласник, број 76/05), ради координирања рада, утврђивања заједничке политике, остваривања заједничких интереса и обављања послова утврђених законом. Она окупља 18 акредитованих универзитета широм Србије, на којима се школује близу 250 хиљада студената, а наставом и научним истраживањем бави се више од 20 хиљада стручњака. Конференција координише рад свих универзитета, државних и приватних, и у њој се утврђује њихова заједничка политика и остварују заједнички интереси.
Органи Конференције су Ректорски савет, у којем су окупљене све ректорке и ректори и Скупштина, коју чине ректорке и ректори и представници универзитета (најчешће проректорке и проректори), чији број се утврђује сразмерно броју студената и броју наставника и сарадника универзитета. Ректорски савет КОНУС-а чине ректори универзитета. У шестом сазиву Конференције, који траје од 1. октобра 2021. године до 31. септембра 2024. године, председница Конференције је ректор Универзитета у Београду проф. др Владан Ђокић, а заменици председнка су ректор проф. др Ненад Филиповић, ректор Универзитета у Кргујевцу и проф. др Гордана Вукелић, ректорка Универзитета Унион.

## Састав

### Државни универзитети
| Универзитет у Београду                 |
| Универзитет у Новом Саду               |
| Универзитет у Нишу                     |
| Универзитет у Крагујевцу               |
| Универзитет у Приштини                 |
| Државни универзитет у Новом Пазару     |
| Универзитет одбране у Београду         |
| Универзитет уметности у Београду       |
| Криминалистичко-полицијски универзитет |

### Приватни универзитети
| Универзитет Сингидунум                     |
| Алфа БК универзитет                        |
| Универзитет Едуконс                        |
| Универзитет Метрополитан                   |
| Универзитет Привредна академија            |
| Универзитет Унион                          |
| Универзитет Унион — Никола Тесла           |
| Универзитет МБ                             |
| Интернационални универзитет у Новом Пазару |